# Encyklopedia popularna PWN
Encyklopedia popularna PWN – jednotomowa, polska encyklopedia powszechna, po raz pierwszy wydana w 1980 przez PWN. W 1991 roku ukazało się pierwsze wydanie bez ingerencji cenzury PRL. Encyklopedia zawiera około 80 tysięcy haseł uszeregowanych w kolejności alfabetycznej. Do najnowszych wydań dołączana jest wersja CD-ROM z elektroniczną wersją encyklopedii.
Encyklopedii nie należy mylić z A-Z Encyklopedią popularną PWN, po raz pierwszy wydaną w 1961, a od 1994 wznawianą jako A-Z Mała encyklopedia PWN.